# Yellow wings
Yellow wings is een artistiek kunstwerk in Amsterdam-Zuidoost. Het kunstwerk kwam tot stand in de periode 2011-2015. De Bijlmermeer is dan onderhevig aan een grootscheepse sanering waarbij sommige wijken een heel andere indeling kregen. 

## Bijmobiel
De kunstenaars Loes van der Horst en Mick Eekhout ontwierpen voor de F-buurt een enorm gevaarte bestaande uit stalen masten, kabelwerk en stalen netten. Dit werk werd gezet in een watergang tussen de flats Fleerde en Frissenstein. Met het ontwerp was rekening gehouden dat de mensen het van (grote) hoogte zouden bekijken. Van der Horst als kunstenaar en Eekhout als ingenieur (Ocatube) haalden inspiratie uit de zadelvormige tentdaken van Frei Otto. 
Deze omgeving kreeg het tijdens genoemde sanering zwaar te verduren. Van beide grote honingraatflats bleef slechts een enkel segment bewaard; de ruimte en die daaromheen werd volgebouwd met relatieve laagbouw. Om goed te kunnen manoeuvreren moest het kunstwerk wijken. Toen de herbouw voltooid was ging men kijken wat er met het kunstwerk kon gebeuren. Het bleek in de loop der jaren zo aangetast te zijn dat het niet meer geplaatst kon worden. Stadsdeel Zuidoost en de CBK-Zuidoost vonden het ontwerp een oriëntatiepunt in het stadsdeel, en bestelden bij de kunstenaars een nieuw werk. Van der Horst was toen al in de 90.

## Remake
Van der Horst ("Dat ik dit nog mag meemaken") en Eekhout maakten een nieuwe Bijlmobiel, niet meer in de grijze originele kleuren maar in het geel. De gele vleugels zijn opnieuw opgehangen aan staketsels en daaraan vier hangende kabels. Over de kabels zijn drie gele “lappen’’ gehangen die in elkaar overvloeien. Door de kleur geel te kiezen steekt het kunstwerk af tegen de huizen (rood baksteen), lucht (lichtblauw) en water (donkerblauw).